# Dorothy Pietersz-Janga
Dorothy M.E. Pietersz-Janga (Rincon, 10 september 1955) is een Curaçaos politica. Zij was minister van Gezondheid, Milieu en Natuur van 14 juni 2021 tot 8 maart 2023.

## Leven en werk
Pietersz-Janga werd geboren in Rincon, Bonaire en groeide op op Curaçao. Na het behalen van het diploma klinisch-chemisch analist in 1980 studeerde zij van 1984 tot 1992 geneeskunde aan de RUG. Zij was 28 jaar werkzaam als huisarts in Tera Corá, Bandabou. Sinds 2020 is zij weduwe van Michel Ruben Pietersz.
In 2010 sloot Pietersz-Janga zij zich aan bij de MFK. Zij was actief in het partijbestuur vanaf 2012 en was partijvoorzitter tussen 2018 en 2020. Zij heeft viermaal deelgenomen aan de verkiezingen voor de Staten van Curaçao. Wegens haar professionele verplichtingen bedankte zij eind 2015 voor het statenlidmaatschap, als opvolger van Monique Koeyers-Felida. Bij de verkiezingen van 2021 stond ze positie 23 op de MFK-lijst en behaalde 120 persoonlijke stemmen. Na de formatie van het coalitiekabinet Pisas II werd zij minister van van Gezondheid, Milieu en Natuur. 
Tijdens haar ambtsperiode raakte Pietersz-Janga betrokken bij verschillende kwesties aangaande haar functioneren als minister.

#### Coronabeleid
Amper enkele weken in functie als minister raakte Pietersz-Janga in opspraak op het beleidsdossier corona. Ten aanzien van vaccinatie doet zij als persoon een beroep op geheimhouding van medische gegevens. In augustus 2021 informeert zij de Staten van Curaçao voor vaccinatie te zijn; echter twee maanden later ontstaat er commotie nadat zij in een tv-interview zich uitsprak voor het gebruik van alternatieven voor het coronavaccin, zoals ivermectine. Curaçaose medici eisten onmiddellijk intrekking van de uitspraak omdat deze het coronabeleid van kabinet Pisas II ondermijnt. Nadat ook antivaxers een advertentie plaatste waarin het beleid van de minister van Gezondheid werd gesteund, distantieerde premier Pisas zich publiekelijk van de gewraakte uitlating. De minister-president heeft vervolgens aangegeven dat Pietersz-Janga niet langer het woord voert over de coronacrisis.

#### Zaak BZK
In november 2021 raakte Pietersz-Janga opnieuw in opspraak, toen ze opdracht gaf een vergevorderd onderzoek naar verduistering van miljoenen guldens in de gezondheidszorg te staken. Het onderzoek liep tegen het kantoor Jourdain en haar directeur. Dit kantoor speelde eerder een rol in de "mondkapjesaffaire" rond oud-minister Jacinta Constancia, ook MFK. Het Bureau Ziektekostenvoorzieningen (BZK), dat het onderzoek uitvoerde, antwoordde de minister, dat deze niet bevoegd was het onderzoek te laten stoppen. Er was zware kritiek van beide regeringspartijen, maar gevolgen voor de minister kwamen er niet. In de Staten van Curaçao bleef het ook bij een motie van afkeuring; de motie van wantrouwen van de oppositiepartijen PAR en MAN slaagde er niet in steun te krijgen. Op 5 maart 2023 verzoekt de MFK Pietersz-Janga haar functie neer te leggen naar aanleiding van de rechterlijke uitspraak waarin de BZK-bestuurders 4 miljoen Antilliaanse gulden moeten terugbetalen. Hieraan geeft zij gehoor en dient op 8 maart 2023 haar ontslag in.

#### Zaak Jan Huurman
Begin december 2021 deed Pietersz-Janga aangifte van smaad en laster tegen Jan Huurman, voormalig inspecteur-generaal volksgezondheid Curaçao (2017-2019), die de politiek achter de Inspectie aan de kaak stelde in een opiniestuk en in zijn boek "Inspectie Volksgezondheid Curaçao - Ambitie en teleurstelling - botsing van culturen" (2021).